# Westdeutsche Eisenbahn-Gesellschaft

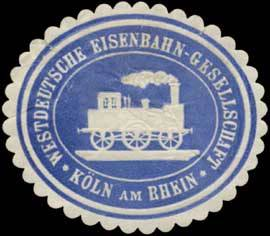
Siegelmarke der Westdeutschen Eisenbahn-Gesellschaft

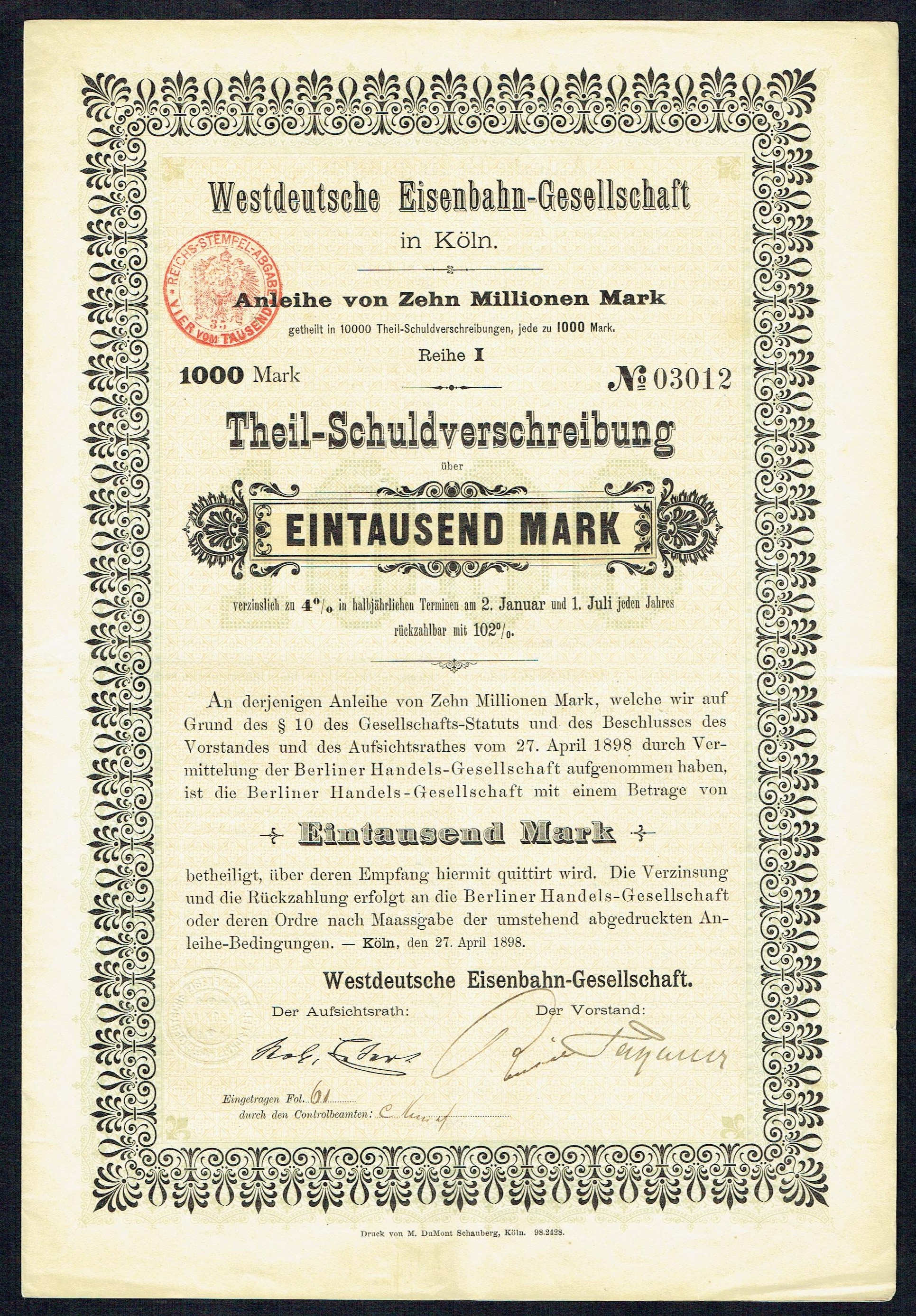
Teilschuldverschreibung über 1000 Mark der Westdeutschen Eisenbahn-Gesellschaft vom 27. April 1898

Die Westdeutsche Eisenbahn-Gesellschaft (WeEG) wurde in Köln am 12. Dezember 1895 gleichsam als Gegenstück zur Ostdeutschen Eisenbahn-Gesellschaft in Königsberg (ODEG) gegründet. Ein Bankenkonsortium übernahm 90 % des Aktienkapitals von 5 Millionen Mark.
Die neue Gesellschaft trat an die Stelle der Firma Lenz & Co GmbH in deren Bau- und Betriebsführungsverträge mit den Kreisen Bergheim, Euskirchen, Geilenkirchen und Gummersbach ein, führte aber auch weitere Bahnbauten in eigener Regie durch. Sowohl in technischer als auch in finanzieller Hinsicht betrieb sie seit Ende der 1890er Jahre ihre Geschäfte weitgehend unabhängig von Lenz. Die Hauptwerkstätte der WeEG war in Liblar.
Als Betriebsführungsgesellschaft für ihre Bahnen in Baden gründete die WeEG zusammen mit Friedrich Lenz und drei Bankhäusern am 27. Oktober 1898 die Badische Lokal-Eisenbahnen AG (BLEAG) und beteiligte sich an ihr mit 30 % des Kapitals. Anschließend verkaufte sie zum 31. Dezember 1896 folgende Bahnen mit etwa 100 Kilometern Streckenlänge an die BLEAG:
- Nebenbahnen Bruchsal–Odenheim und Ubstadt–Menzingen – eröffnet am 5. Oktober 1896
- Nebenbahn Bühl–Oberbühlertal – eröffnet am 28. Dezember 1896
- Nebenbahnen Karlsruhe–Ettlingen–Herrenalb, Busenbach–Pforzheim und Ettlingen West–Ettlingen Stadt (Meterspur, teilweise dreischienig) – eröffnet am 1. Dezember 1897

Unter den Neubauten, an denen die WeEG maßgeblichen Anteil hatte, ist zunächst die Moselbahn zu nennen. Sie war das größte und teuerste Objekt, für das bei einer Streckenlänge von 100 Kilometern allein 20 Millionen Mark aufgewendet werden mussten, etwa das Dreifache dessen, was damals eine gleich lange Bahn in der norddeutschen Tiefebene kostete.
Weiterhin ist die Mittelthurgaubahn bemerkenswert, weil ihre Strecke von Konstanz nach Wil SG fast ausschließlich in der Schweiz lag. Sie verblieb bis 1950 bei der AG für Verkehrswesen (AGV) und brachte in den Inflationszeiten nach den beiden Weltkriegen die einzigen Einnahmen in einer „harten“ Währung für den Lenz-Konzern ein.
Die 1899/1901 von der WeEG erbauten und an die 1903 gegründete Mödrath-Liblar-Brühler Eisenbahn AG übertragenen Strecken,  wurden zusammen mit der dem Kreis Bergheim gehörenden Bahn zum 1. Januar 1913 vom Königreich Preußen verstaatlicht.
Danach umfasste der Einflussbereich der WeEG im Jahre 1915:
- 457,8 km Kleinbahnen in Preußen (1919 noch 355 km)
- 140,1 km Nebenbahnen in Preußen
- 280,5 km Nebenbahnen in Württemberg
- 42,0 km Nebenbahnen in der Schweiz

Diese 920,4 km Gesamtlänge verteilten sich auf
- 176,8 km Pachtbahnen und
- 743,6 km Bahnen, an denen die WeEG beteiligt war.

In den Jahren 1925 bis 1927 erwarb die AG für Verkehrswesen neben der Mehrheit des Kapitals an der Württembergischen Nebenbahn und der Moselbahn auch 90 % der Aktien der Westdeutschen Eisenbahn-Gesellschaft.
Diese fusionierte am 1. Januar 1928 mit der AGV. Einen Teil der Aufgaben der WeEG führte im Rahmen des AGV-Konzerns die Vereinigte Kleinbahnen AG weiter.